# Piastre madhiste
La piastre ((ar) qirsh) est l'ancienne monnaie officielle du Soudan mahdiste de 1885 à 1898.
Durant toute la durée de la guerre des mahdistes, des émissions monétaires ont été produites à Khartoum et Omdourman.
En 1885, est frappée une pièce en or d'une valeur de 100 piastres et pesant 7,57 g au nom d'Abdallahi ibn Muhammad.
En 1887, est produite une pièce de monnaie en argent de 1 piastre pesant 1,24 g. À partir de 1891 des monnaies subdivisionnaires en cuivre libellées en para sont prévues mais ne seront pas émises. À partir de 1894, sont frappées de valeurs de 2, 2½, 4, 5, 10 et 20 piastres, non plus en argent titré mais en billon. Les frappes cessent en 1897.
D'autres monnaies avaient cours légal sur le territoire, comme le thaler de Marie-Thérèse.